# Warzenie piwa

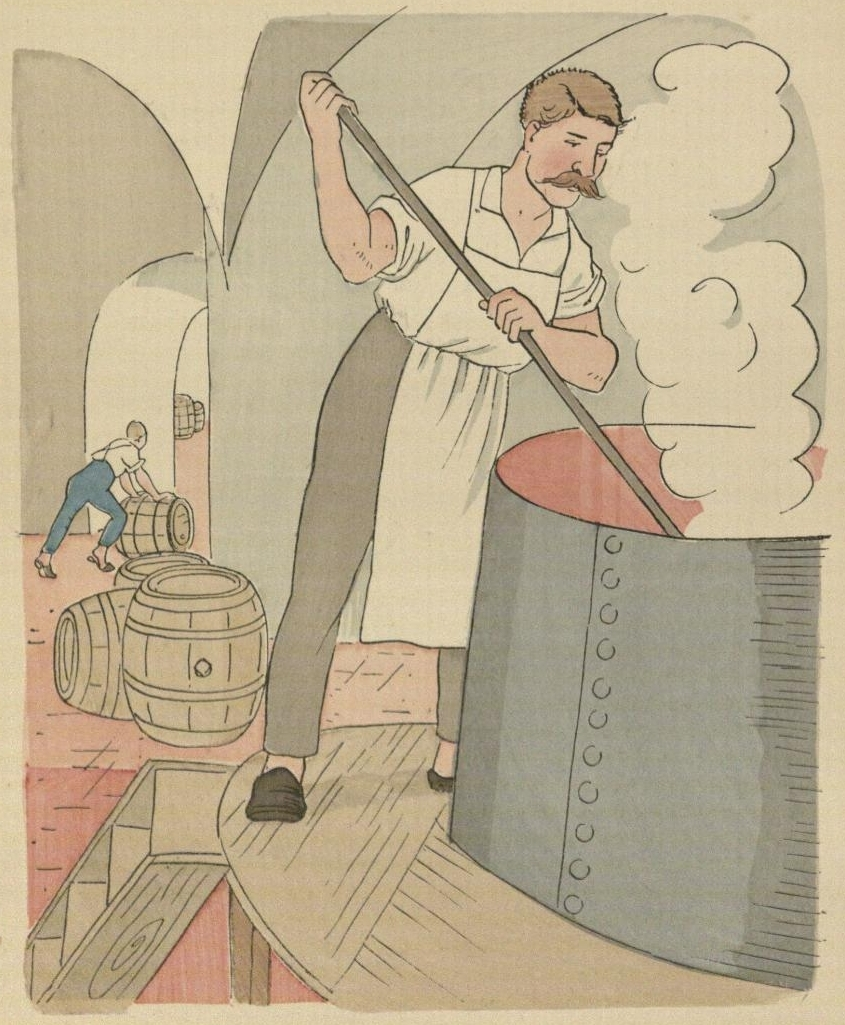
Warzenie piwa

Warzenie piwa – w znaczeniu szerszym pod tym pojęciem rozumie się ogół czynności mających na celu wytworzenie piwa jako gotowego produktu spożywczego. W wąskim znaczeniu warzeniem piwa określa się gotowanie brzeczki z chmielem w kotle warzelnym. Ugotowana brzeczka zadawana jest następnie drożdżami i poddawana fermentacji w celu otrzymania gotowego piwa. Warzenie piwa odbywa się w warzelni, a towarzyszące mu procesy fermentacji oraz dojrzewania piwa w fermentowni i piwnicy leżakowej lub nowoczesnych tankofermentorach. Sam termin warzenie wywodzi się z dawnej polszczyzny i oznacza gotowanie, utrzymywanie potraw w stanie wrzenia.

## Historia

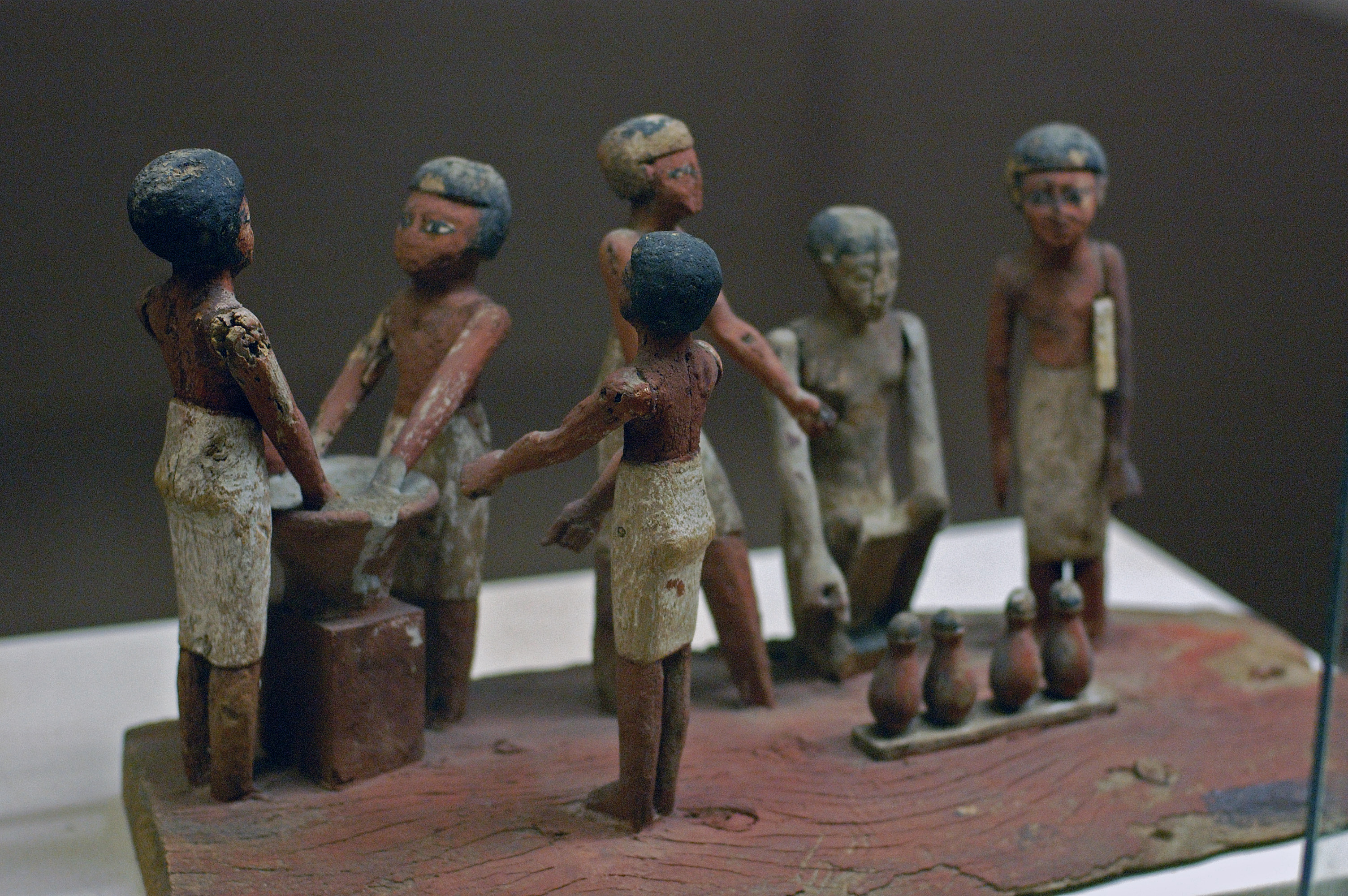
Starożytni Egipcjanie warzący piwo

Piwo warzone jest od co najmniej 6 tys. lat. Najstarsze przekazy historyczne informują o przyrządzaniu piwa przez starożytne kultury Sumeru i Babilonii. Odbywało się ono wówczas w wykopanych dołach wylepionych gliną. Sam proces gotowania odbywał się poprzez przetoczenie i wrzucenie do dołu z brzeczką rozgrzanych w ogniu kamieni. Starożytni Egipcjanie używali w tym celu kul odlewanych z brązu i wrzucanych do glinianych stągwi i amfor. Egipcjanie byli też pierwszymi piwowarami, którzy zaczęli gotować brzeczkę na ogniu, używając do tego miedzianych kotłów. Gotowanie brzeczki poprzez podgrzewanie ogniem przetrwało aż do XX wieku. Zmieniał się jedynie rodzaj paleniska. Początkowo używano drewna, potem węgla, gazu i oleju opałowego. Od XVIII w. zaczęto stosować kotły ogrzewane parą oraz gorącą wodą. Najnowocześniejsze kotły warzelne wykonane są ze stali nierdzewnej, ogrzewane są parą, a cały proces warzenia sterowany jest automatycznie.

## Etapy warzenia piwa

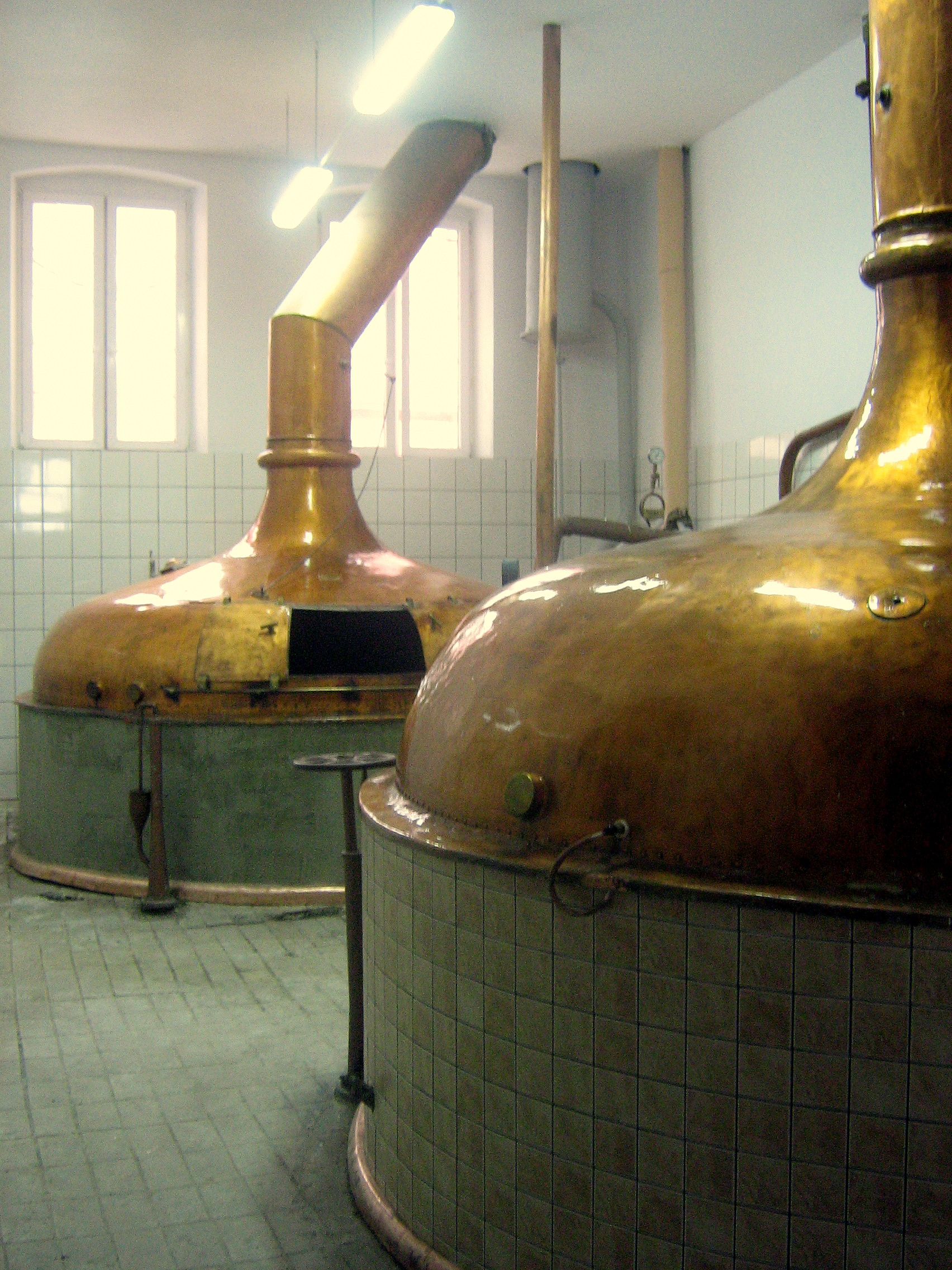
Kocioł warzelny

Cały proces warzenia (produkcji) piwa zaczyna się od ześrutowania (zmielenia) słodu w młynie lub śrutowniku. Zmielony słód nosi nazwę śruty słodowej, która następnie wsypywana jest do kadzi zaciernej, zalewana wodą i podgrzewana. Mieszadła w kadzi zacierają słód, dzięki czemu do wody przedostają się związki enzymatyczne słodu, następuje rozkład białek i skrobi. W wyniku zacierania powstaje zacier, który w kadzi filtracyjnej poddawany jest filtracji. Sklarowany zacier nosi nazwę brzeczki przedniej, która przepompowywana jest do kotła warzelnego, gdzie po dodaniu chmielu (ok. 200 g na 100 l) następuje właściwe gotowanie czyli warzenie. Trwa ono najczęściej od kilkudziesięciu minut do nieco ponad godzinę w zależności od użytej technologii i receptury piwa.
Celem gotowania brzeczki jest:
- wytworzenie i wytrącenie związków garbnikowo-białkowych słodu
- rozpuszczenie i przemiana składników chmielu (żywice chmielowe, Alfa-kwasy)
- odparowanie wody
- sterylizacja brzeczki (zabicie niepożądanych drobnoustrojów)
- nadanie brzeczce odpowiedniej barwy (barwa brzeczki jest ciemniejsza niż gotowego piwa, rozjaśnia się w trakcie fermentacji)
- zakwaszenie brzeczki do odpowiedniego pH (z reguły 5,1-5,6 pH. Od odpowiedniego pH zależy wykorzystanie goryczki chmielowej. Brzeczka jest nieco kwaśniejsza niż zacier słodowy)
- wytworzenie substancji redukujących (głównie melanoidynów wiążących tlen z brzeczki)
- wpłynięcie na odpowiednią zawartość DMS i innych lotnych substancji w brzeczce

Po zakończonym warzeniu następuje tzw. wybicie warki, czyli przepompowanie gorącej brzeczki do kadzi wirowej whirlpool w celu sedymentacji odpadów. Gorąca brzeczka schładzana jest następnie w płytowym wymienniku ciepła. Kolejnym etapem jest proces fermentacji czyli dodania do brzeczki drożdży w celu wytworzenia alkoholu i dwutlenku węgla. Trwającą od kilku do kilkunastu dni fermentację kończy filtracja tzw. zielonego piwa i przepompowanie go do tanków leżakowych, w których piwo dojrzewa i nabiera odpowiedniego profilu aromatyczno-smakowego. Przed ostatecznym rozlaniem gotowego już piwa następuje najczęściej jeszcze filtracja oraz pasteryzacja.
Schematyczne ujęcie produkcji piwa:

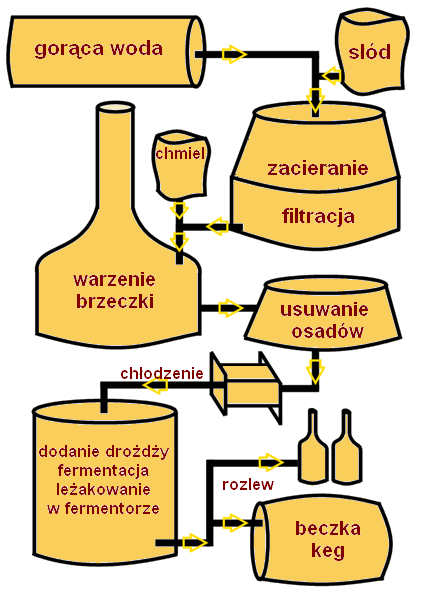
Schemat produkcji piwa

- śrutowanie słodu w młynie lub śrutowniku → śruta słodowa
- zacieranie śruty w kadzi zaciernej → zacier
- filtracja zacieru w kadzi filtracyjnej → brzeczka przednia
- gotowanie brzeczki z chmielem w kotle warzelnym → brzeczka gorąca
- oddzielanie osadu gorącego w kadzi wirowej whirlpool
- schładzanie brzeczki gorącej w płytowym wymienniku ciepła → brzeczka nastawna
- natlenianie brzeczki
- fermentacja brzeczki poprzez dodanie drożdży
  - fermentacja burzliwa
  - fermentacja cicha
- filtracja brzeczki → piwo zielone
- leżakowanie i dojrzewanie piwa
- filtracja
- pasteryzacja
- rozlew